# Saint-Savin (Hautes-Pyrénées)
Saint-Savin is een gemeente in het Franse departement Hautes-Pyrénées (regio Occitanie). De plaats maakt deel uit van het arrondissement Argelès-Gazost. Saint-Savin telde op 1 januari 2022 366 inwoners.

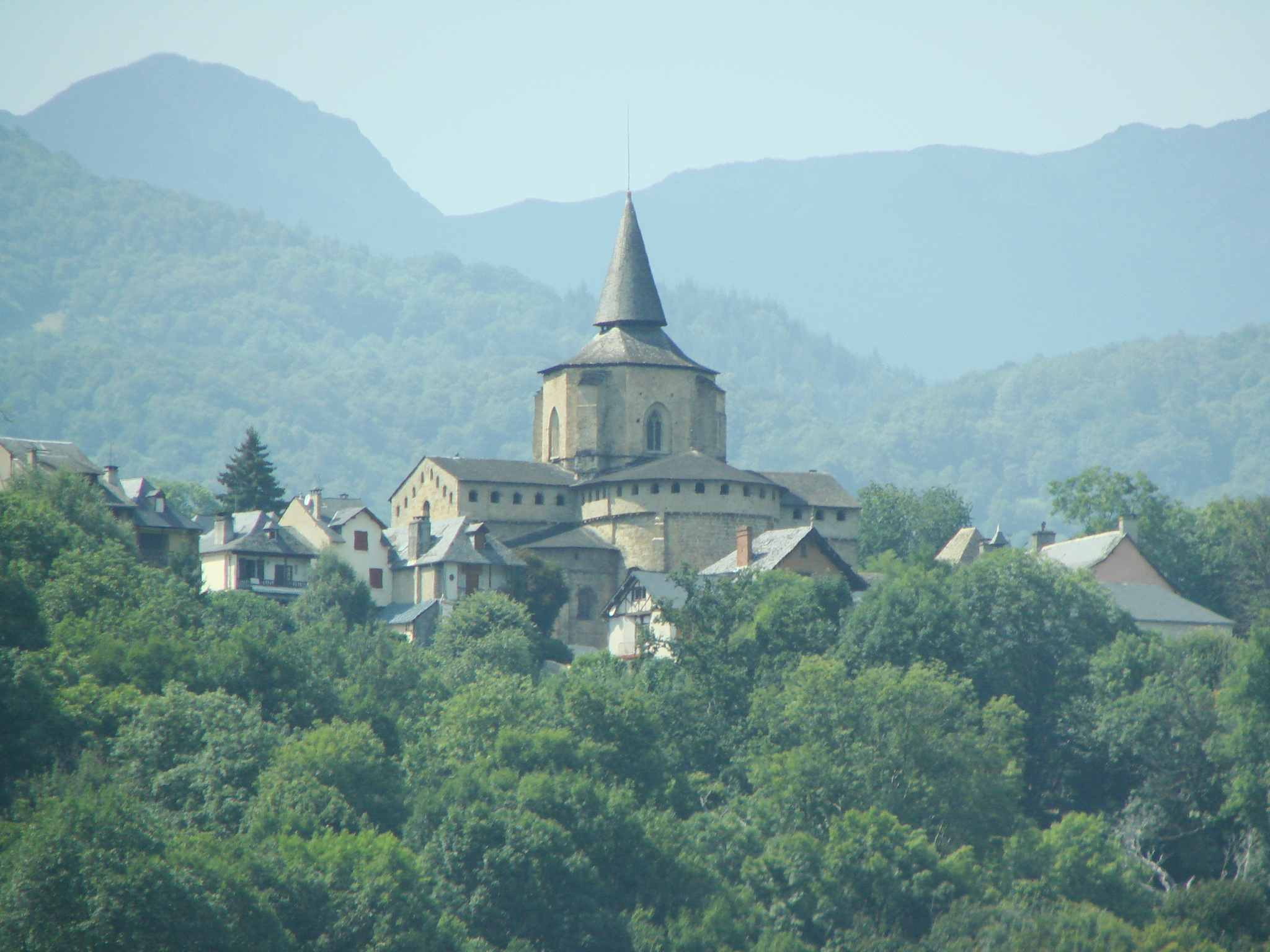
Abdij
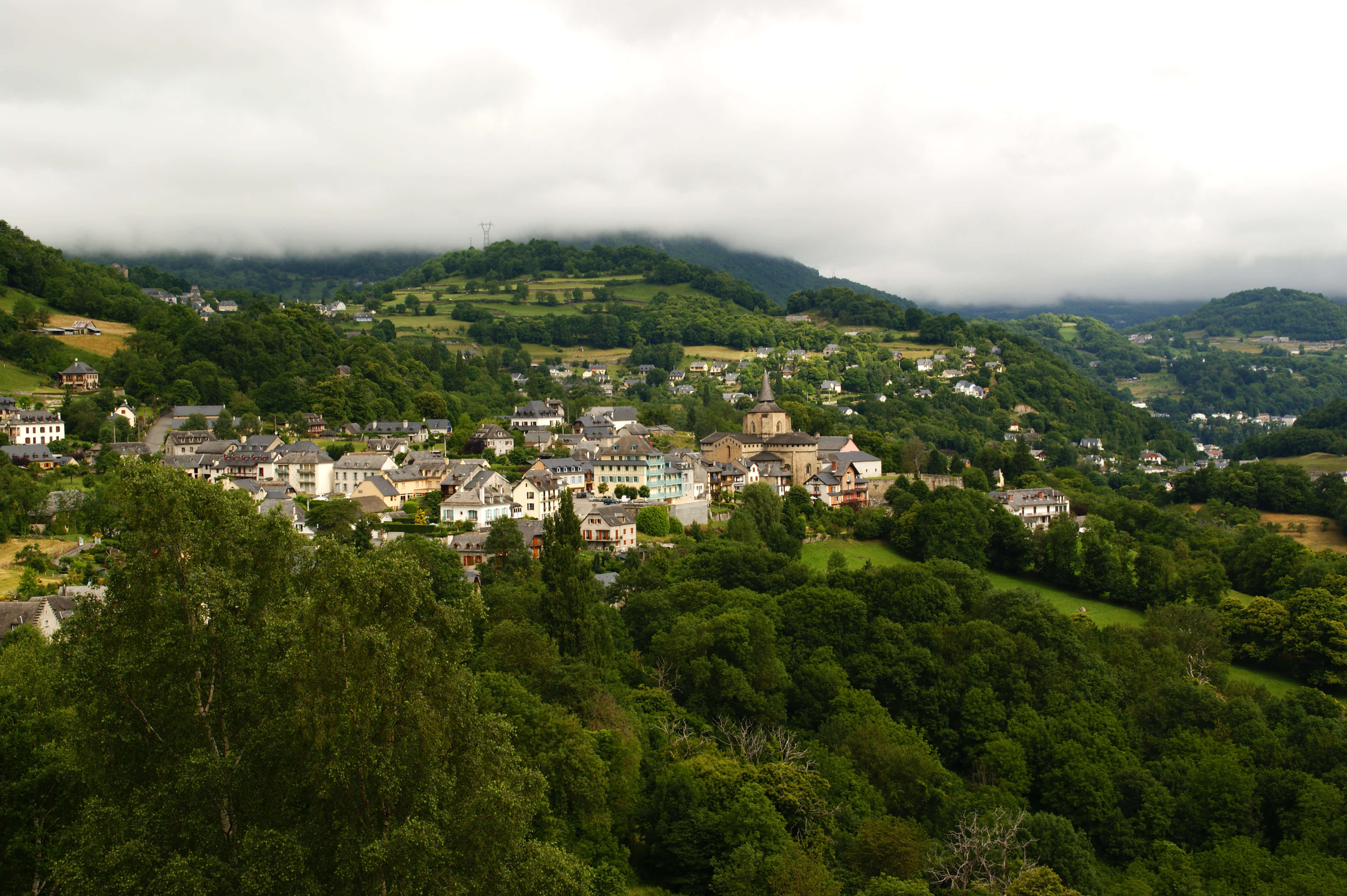
Saint-Savin

## Geografie
De oppervlakte van Saint-Savin bedroeg op 1 januari 2022 3,86 vierkante kilometer; de bevolkingsdichtheid was toen 94,8 inwoners per km².

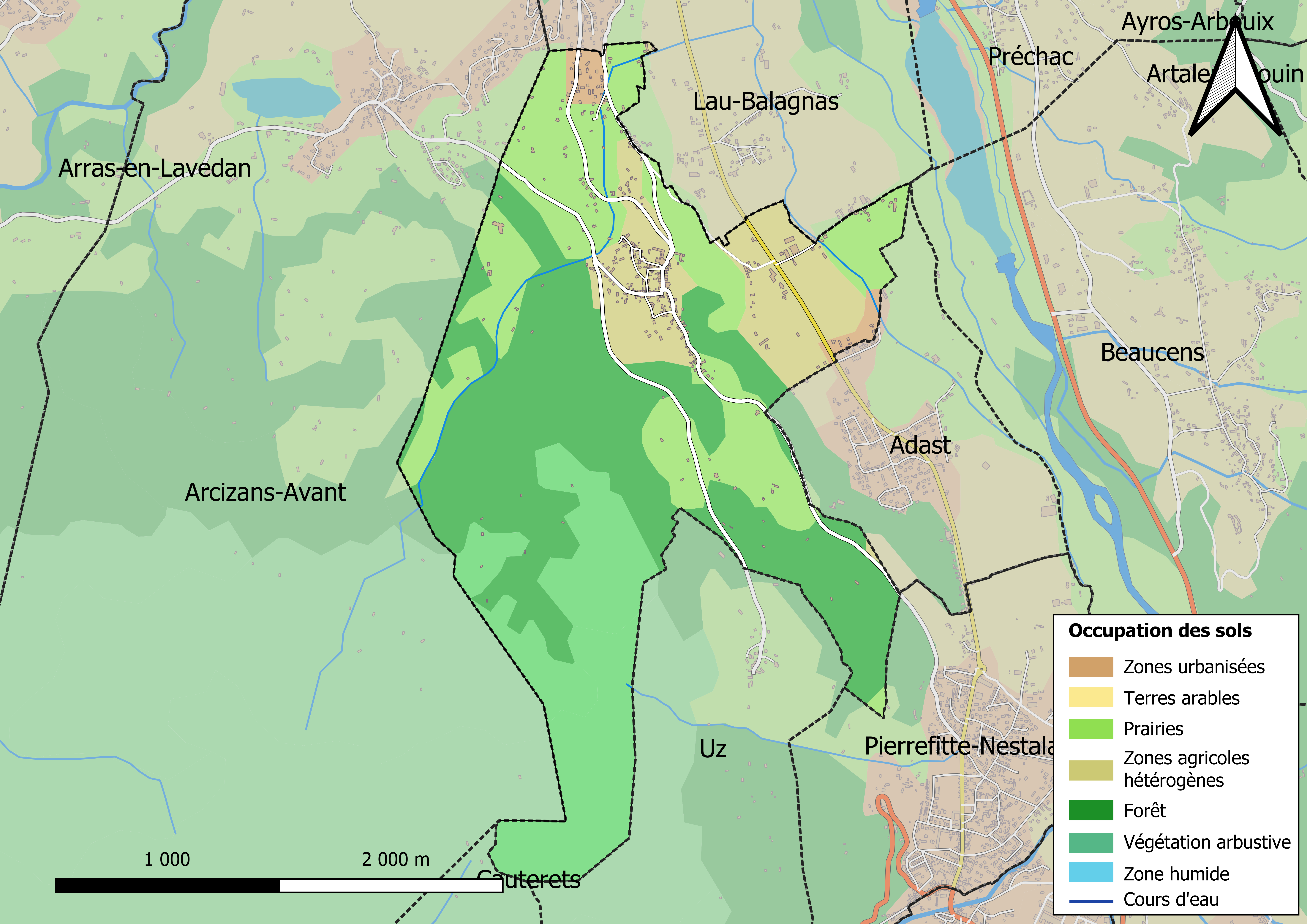
Kaart van de gemeente met belangrijkste infrastructuur, bodemgebruik en omliggende gemeenten

## Demografie
Onderstaande figuur toont het verloop van het inwonertal (bron: INSEE-tellingen).